# Roland Cloutier
Pour les articles homonymes, voir Cloutier.
Roland Cloutier (né le 6 octobre 1957 à Rouyn-Noranda au Canada) est un joueur de hockey sur glace professionnel. Il évoluait au poste d'attaquant.

## Carrière de joueur en Amérique du Nord
Il a joué son hockey mineur dans la Ligue de hockey junior majeur du Québec de 1975 à 1977 avec l'équipe des Draveurs de Trois-Rivières.
Il fut repêché dans la Ligue nationale de hockey par les Red Wings de Détroit au 178e rang de la 14e ronde du Repêchage amateur de la LNH 1977.
Il joue ensuite pour les Red Wings de Kansas City en LCH durant la saison 1977-1978. Il retourne à Détroit l'année suivante où, en plus de jouer en LNH jouera en LCH pour Kansas City.
En 1979, il rejoint le club des Nordiques de Québec en LNH puis joue pour les Firebirds de Syracuse en LAH. La saison 1980-1981 verra sa dernière saison en Amérique du Nord avec le club de Voyageurs de la Nouvelle-Écosse en LAH.

## Carrière de joueur en Europe
Il débute en France sous les couleurs de Tours. il jouera 2 saisons en Indre-et-Loire où il inscrira 115 points en 62 matchs.
Il décide ensuite de rejoindre le Gap HC. Il restera 5 saisons dans les Hautes-Alpes où il finira sa carrière en 1988. Il marquera 347 points en 161 matchs pour le club haut-alpin.

## Statistiques
Pour les significations des abréviations, voir Statistiques du hockey sur glace.
| Saison        | Équipe                          | Ligue         |     | Saison régulière | Saison régulière | Saison régulière | Saison régulière | Saison régulière |   | Séries éliminatoires | Séries éliminatoires | Séries éliminatoires | Séries éliminatoires | Séries éliminatoires |
| Saison        | Équipe                          | Ligue         | PJ  | B                | A                | Pts              | Pun              | PJ               | B | A                    | Pts                  | Pun                  |                      |                      |
| 1975-1976     | Draveurs de Trois-Rivières      | LHJMQ         | 67  | 21               | 34               | 55               | 18               | -                | - | -                    | -                    | -                    |                      |                      |
| 1976-1977     | Draveurs de Trois-Rivières      | LHJMQ         | 72  | 63               | 68               | 131              | 43               | -                | - | -                    | -                    | -                    |                      |                      |
| 1977-1978     | Red Wings de Détroit            | LNH           | 1   | 0                | 0                | 0                | 0                | -                | - | -                    | -                    | -                    |                      |                      |
| 1977-1978     | Red Wings de Kansas City        | LCH           | 70  | 18               | 38               | 56               | 13               | -                | - | -                    | -                    | -                    |                      |                      |
| 1978-1979     | Red Wings de Détroit            | LNH           | 19  | 6                | 6                | 12               | 2                | -                | - | -                    | -                    | -                    |                      |                      |
| 1978-1979     | Red Wings de Kansas City        | LCH           | 59  | 32               | 29               | 61               | 21               | 4                | 0 | 0                    | 0                    | 12                   |                      |                      |
| 1979-1980     | Nordiques de Québec             | LNH           | 14  | 2                | 3                | 5                | 0                | -                | - | -                    | -                    | -                    |                      |                      |
| 1979-1980     | Firebirds de Syracuse           | LAH           | 64  | 19               | 37               | 56               | 16               | 4                | 1 | 2                    | 3                    | 7                    |                      |                      |
| 1980-1981     | Voyageurs de la Nouvelle-Écosse | LAH           | 60  | 18               | 21               | 39               | 41               | 6                | 1 | 1                    | 2                    | 0                    |                      |                      |
| 1981-1982     | ASG Tours                       | France        | 30  | 27               | 28               | 55               |                  |                  |   |                      |                      |                      |                      |                      |
| 1982-1983     | ASG Tours                       | France        | 32  | 32               | 28               | 60               |                  |                  |   |                      |                      |                      |                      |                      |
| 1983-1984     | Gap HC                          | France        | 32  | 47               | 33               | 80               |                  |                  |   |                      |                      |                      |                      |                      |
| 1984-1985     | Gap HC                          | France        | 31  | 37               | 31               | 68               |                  |                  |   |                      |                      |                      |                      |                      |
| 1985-1986     | Gap HC                          | France        | 32  | 41               | 28               | 69               |                  |                  |   |                      |                      |                      |                      |                      |
| 1986-1987     | Gap HC                          | France        | 33  | 57               | 30               | 87               |                  |                  |   |                      |                      |                      |                      |                      |
| 1987-1988     | Gap HC                          | France        | 33  | 25               | 18               | 43               |                  |                  |   |                      |                      |                      |                      |                      |
| Totaux LNH    | Totaux LNH                      | Totaux LNH    | 34  | 8                | 9                | 17               | 2                | -                | - | -                    | -                    | -                    |                      |                      |
| Totaux France | Totaux France                   | Totaux France | 223 | 266              | 196              | 462              | ?                | -                | - | -                    | -                    | -                    |                      |                      |

## Distinctions et récompenses personnelles
- Trophée Charles-Ramsay du meilleur pointeur  de la saison 1981-1982 et de la saison 1983-1984
- Trophée Raymond-Dewas du joueur le plus fair-play de la saison 1984-1985 et de la saison 1985-1986